# Lithocarpus yongfuensis
Lithocarpus yongfuensis Q.F.Zheng – gatunek roślin z rodziny bukowatych (Fagaceae Dumort.). Występuje naturalnie w Chinach – w prowincji Fujian. 

## Morfologia
PokrójZimozielone drzewo dorastające do 16 m wysokości.
LiścieBlaszka liściowa jest nieco skórzasta i ma kształt od eliptycznego do owalnie eliptycznego. Mierzy 7–13 cm długości oraz 2–4 cm szerokości, jest całobrzega, ma nasadę od klinowej do ostrokątnej i wierzchołek od ostrego do spiczastego. Ogonek liściowy jest nagi i ma 10 mm długości.
OwoceOrzechy o stożkowatym kształcie, dorastają do 14–18 mm długości i 20–22 mm średnicy. Osadzone są pojedynczo w miseczkach w kształcie dysku, które mierzą 15–18 mm średnicy. Orzechy otulone są w miseczkach do 10–20% ich długości.

## Biologia i ekologia
Rośnie w lasach mieszanych. Występuje na wysokości od 800 do 900 m n.p.m. Kwitnie od lipca do sierpnia, natomiast owoce dojrzewają od października do listopada.